# Camp militaire Kotakoli
Le Camp militaire Kotakoli est une installation des Forces armées de la république démocratique du Congo (FARDC) située dans la province de l'Équateur, au nord-ouest du pays. Établi à l'époque coloniale belge, ce camp a servi de centre d'entraînement et de garnison pour les troupes congolaises.

## Histoire
Construit pendant la période coloniale, le camp Kotakoli a été utilisé par les forces coloniales belges avant d'être transféré aux autorités congolaises après l'indépendance en 1960. Au fil des décennies, il a joué un rôle crucial dans la formation des militaires congolais et a servi de base pour diverses opérations militaires.

## Rôle dans la formation militaire
Le camp Kotakoli est reconnu pour son rôle dans la formation des militaires congolais. En 2015, le ministre de la Défense de l'époque, Aimé Ngoy Mukena, a annoncé que les ex-combattants présents à Kotakoli seraient bientôt transférés dans des centres de formation pour faciliter leur réintégration.

## Conditions de vie et défis
Au fil des ans, le camp a été confronté à divers défis, notamment en ce qui concerne les conditions de vie des militaires et de leurs familles. Des efforts ont été déployés pour améliorer ces conditions, notamment par la distribution de kits scolaires aux enfants des militaires en 2023.

## Importance stratégique
Situé dans une région stratégique, le camp Kotakoli joue un rôle essentiel dans le maintien de la sécurité et de la stabilité dans le nord-ouest de la République Démocratique du Congo. Il sert de point central pour les opérations militaires visant à sécuriser la région et à former les nouvelles recrues des FARDC.
En somme, le camp militaire Kotakoli est une composante clé de l'infrastructure militaire de la République Démocratique du Congo, avec une histoire riche et une importance continue dans la formation et le déploiement des forces armées du pays.